# Соколов, Леонид Алексеевич
Леонид Алексеевич Соколов (8 июля 1953, Уфа) — писатель-юморист, переводчик, литератор, член Союза писателей России и Республики Башкортостан с 1994 года. Заслуженный работник культуры Республики Башкортостан(2013). Награждён Памятной медалью Министерства культуры Российской Федерации «Великий русский писатель Ф. М. Достоевский» (2022).

## Биография
Леонид Алексеевич Соколов родился 8 июля 1953 года в г. Уфа Башкирской АССР.
После окончания средней школы в 1970 году, поступил на филологический факультет Башкирского государственного университета. Работал в районной газете, рекламном агентстве, трудился в ИА «Башинформ». В настоящее время — старший литературный консультант Союза писателей Республики Башкортостан.

## Творчество
Печатается с 1970 года. Автор 10 сборников юмористических произведений. Публиковался в журналах Крокодил, Чаян, Хэнэк, Азербайджан, «Вокруг смеха», Русский смех, Бельские просторы, Агидель, а также в «Литературной газете», «Комсомольской правде», «Аргументах и фактах» и многих других изданиях.
Его произведения публиковались в Германии, Болгарии, Канаде, Австралии, Таиланде, Азербайджане, Казахстане.
В 2022 году пьеса для детей «Субботник в лесу» Л.Соколова заняла второе место в номинации «Театр, актёрское мастерство, мюзикл-сказка» в международном литературном конкурсе имени Александра Курляндского, проводимым Союзом писателей Северной Америки, а рассказ «Обломанный рог» занял второе место в конкурсе на лучший юмористический рассказ, организованный казанским журналом «Чаян». Лауреат премий «Золотой теленок» клуба «12 стульев» Литературной газеты (2018), им. Фатиха Карима (2014), им. Степана Злобина (2022).

## Награды и звания
- Заслуженный работник культуры (2013)
- Почетная грамота Республики Башкортостан За высокие творческие достижения в области литературы (2021)
- Памятная медаль Министерства культуры Российской Федерации «Великий русский писатель Ф. М. Достоевский» (2022)
- Лауреат национальной литературной премии «Золотое перо Руси» (2016, 2019, 2021)[3]
- Медаль «За трудовую доблесть». Республика Башкортостан. (2023)
- Почетная грамота Союза писателей России «За большой вклад в развитие многонациональной литературы Башкортостана» (2023)

## Издания
- Кумир: Юмористические рассказы, афоризмы, ироническая поэзия — Уфа: Башкирское книжное издательство, 1986.
- Где вы были вчера: Сборник юмористических произведений — Уфа: Панорама, 1990.
- Приколы: Фразы, двустишья, ироническая поэзия — Уфа: Информреклама, 2001.
- Счастливчик: Юмористические рассказы, фразы, двустишья, четверостишья, каламбуры — Уфа: Китап, 2003.
- Тысяча и один прикол: Фразы, пословицы и поговорки по-новому, каламбуры — Уфа: Китап, 2008.
- Автограф: Юмористические рассказы, ироническая по.эзия, каламбуры, афоризмы и др.- Уфа: Китап, 2013.
- Шутить всегда: Сборник юмористических произведений — Уфа: Китап, 2018.
- Книжка «Веселые странички» внутри детского журнала «Фантазеры» № 5 2018.Смоленск.
- Накоротке со всеми: Сборник юмористических произведений — Уфа: КнигаПринт, 2021.
- Книга ни о чём. Воспоминания. Журнал «Бельские просторы» № 7,8,9 2018.
- «Каламбуры». Книга каламбуров – Уфа: Прокопий, 2024.